# I Am... (Ayumi Hamasaki)
I Am... è il quarto album studio della cantante giapponese Ayumi Hamasaki, pubblicato il 1º gennaio 2002 in Giappone.
L'album segna una evoluzione nello stile musicale della Hamasaki, che si sposta dai temi della "solitudine e confusione" che avevano contraddistinto i suoi lavori precedenti per incorporare elementi di musica rock ed elettronica nella sua musica. I Am... è stato un notevole successo commerciale, sia in Giappone, dove ha venduto quasi tre milioni di copie, che nel reso dell'Asia.
A Singapore I Am... ha venduto oltre 10 000 copie, un risultato piuttosto raro per un album giapponese.

## Tematiche
I Am..., pubblicato nel gennaio 2002, stabilì vari cambiamenti per la Hamasaki. La cantante accrebbe il suo controllo creativo componendo tutte le canzoni dell'album con lo pseudonimo "Crea", già usato nel 2000 per il singolo "M". "Connected" e "A Song Is Born" fanno eccezione. I Am...  mostra inoltre un cambiamento a livello dei testi della Hamasaki, allontanandosi dai temi di "solitudine e confusione" che caratterizzavano gli album dell'inizio della sua carriera. Scossa dagli attacchi terroristici dell'11 settembre, Ayumi Hamasaki ri-concepì I Am..., concentrandosi su temi come la fede e la pace nel mondo. "A Song Is Born", nello specifico, è direttamente ispirata dalla tragedia.. Il singolo, un duetto con Keiko Yamada, fu pubblicato come parte del progetto di beneficenza della Avex Song Nation.

## Copertina
La cantante decise inoltre di cambiare la copertina dell'album, e si fece ritrarre in veste di "musa della pace", spiegando:
(Ayumi Hamasaki)
Sulla copertina dell'album, la cantante giapponese è ritratta su uno sfondo naturale, nuda e coperta di piante rampicanti e con una colomba bianca sulla spalla.

## Esiti internazionali
Nel 2002, la Hamasaki diede il suo primo concerto al di fuori del Giappone, agli MTV Asia Awards a Singapore, evento durante il quale fu premiata con un premio come "Cantante giapponese più influente in Asia". Per supportare I Am... Ayumi Hamasaki intraprese due tournée, Ayumi Hamasaki Arena Tour 2002 A e Ayumi Hamasaki Stadium Tour 2002 A.
Nel novembre 2002 la cantante, con il nome di "Ayu", pubblicò il suo primo singolo europeo, "Connected", una canzone trance da I Am... composta dal DJ Ferry Corsten. Fu pubblicato in Germania dall'etichetta Drizzly. Ayumi Hamasaki continuò a pubblicare singoli remixati in Germania per la Drizzly fino al 2005.

## Tracce
Testi e musiche di Ayumi Hamasaki, eccetto dove indicato.
1. I Am...  - 5:31
2. Opening Run - 0:57 (Ayumi Hamasaki, CMJK)
3. Connected - 3:19 (Ayumi Hamasaki, Ferry Corsten)
4. Unite! - 4:59
5. Evolution - 4:40
6. Naturally - 4:16
7. Never Ever  - 4:40
8. Still Alone - 5:54
9. Daybreak - 4:48 (Ayumi Hamasaki, D.A.I., Junichi Matsuda)
10. Taskinlude- 1:20 (Ayumi Hamasaki, Tasuku)
11. M - 4:26
12. A Song Is Born" - 6:16 (Ayumi Hamasaki, Tetsuya Komuro)
13. Dearest - 5:32 (Ayumi Hamasaki, D.A.I.)
14. No More Words - 5:41 (Ayumi Hamasaki, D.A.I.)
15. Endless Sorrow Gone with the Wind Ver. - 5:12
16. Flower Garden" secret track - 2:38 (Ayumi Hamasaki, D.A.I.)